# シヴァ派
シヴァ派（梵: Śaiva, シャイヴァ（シヴァ神の信徒））は、シヴァ神を最高実在とするヒンドゥー教の様々な宗派の総称である。シヴァ神を奉じる一神教であり、シヴァ教とも呼ばれる。

## 概要

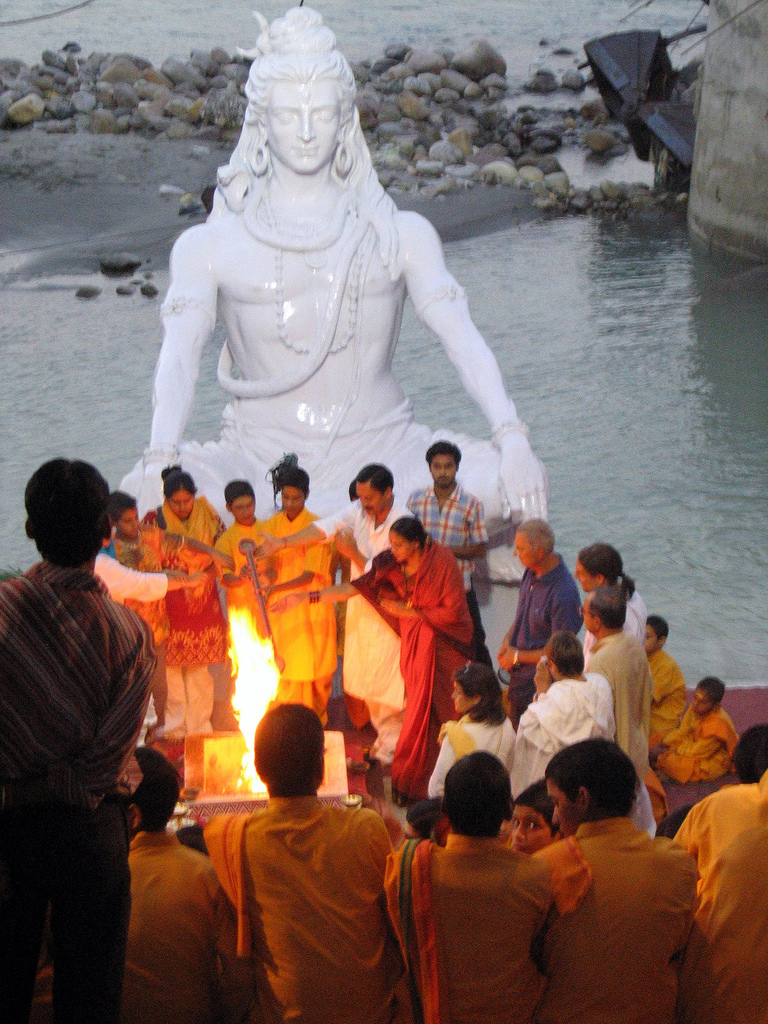
シヴァ像を取り囲む人々

シヴァ派（シヴァ教）の起源は相当に古いとも考えられ、『リグ・ヴェーダ』の暴風神ルドラをシヴァ神、もしくはその前身と見るなら、少なくとも3000年前に遡ることになる。インダス文明の印章に、獣たちに囲まれるパシュパティ（獣主、シヴァ神）を連想させるものがあることから、インダス文明に起源を求める者もおり、その場合シヴァ神の歴史はさらに1000年遡ることになる。ルドラ神は文献に現れる初期から、凶暴で破壊的な面と、病を癒し恩恵を与える慈悲深い神という面があった。『リグ・ヴェーダ』の段階でのルドラ神はヒンドゥー教におけるシヴァ神のような重要な神ではなく、ヒンドゥー教の二大神であるシヴァ神とヴィシュヌ神は、非アーリヤ的な土着信仰や神観念を取り入れながら、長い時をかけて徐々に形成されていった。
ウパニシャッドの時期になると、ヴェーダの神々に代わり尋究の対象となった最高実在ブラフマンという新しい観念が、既存の神であるルドラ神に託して説かれ、ルドラ＝シヴァは最高神へと重要性を増していき、次第にルドラではなくシヴァの名に代わられていった。仏陀以降に成立したとみられる『シュヴェーターシュヴァタラ・ウパニシャッド』（前4・5世紀頃）では、時空を超越した唯一神がマーヤー（幻力）によって宇宙を創造し、その維持と破壊を司り、一切を超越・支配し、この神マヘーシュヴァラ（大自在神）はシヴァ、ルドラと呼ばれるものと等しいとされ、この神へのバクティによる解脱が説かれる。『シュヴェーターシュヴァタラ・ウパニシャッド』では、ブラフマンと同一視される唯一神を巡る徹底した観念が初めて見られる。
文献から、2世紀のクシャーナ朝時代には、かなり大きな勢力となっていたことが確認できる。グプタ朝時代（320年 - 550年）には、プラーナ聖典が現在の形に整理され、その宗教思想、神観念、宇宙観、神話などがインド中に浸透した。プラーナ聖典にはシヴァ神を主たる神とするものと、ヴィシュヌ神を主たる神とするものがある。
シヴァ派と呼ばれるものには、シヴァ神を信奉するものだけでなく、シヴァの妃、女神 (dev¯ı) を信奉するものまで含まれる。一部の教典では男性神の存在は薄まり、必ずしもシヴァに従属しない女神が中心を占める、いわゆるシャークタ派（シャクティ派）も含まれる。
シヴァ派は仏典でも、「自在天（イーシュヴァラ）・大自在天（マヘーシュヴァラ）を崇拝し、体中に灰を塗りたくる外道」「人間の髑髏を連ねて首飾りにする外道」等として言及されている。

## 歴史・宗派

### パシューパタ派
2‐3世紀頃からシヴァ派・ヴィシュヌ派双方において教理と実践の体系の組織化が行われるようになり、シヴァ派ではこの頃からパシューパタ派（Pāśupata、獣主派）の体系化が始まったと思われる。『マハーバーラタ』の「ナーラーヤニーヤ」の章で同派に触れられており、古い起源があると考えられ、最古のシヴァ派の宗派とみなされている。パーシュパタ派はパシュパティ(獣主)を崇める者たちを意味し、漢訳仏典では獣主外道と呼ばれる。パシュパティとは、シヴァ神の激しい相であるマハーカーラ（Mahākāla、大黒）の別名である。
インド西部のヴァドーダラー（バローダ）の近くを起源とし、バローダ地方生れのラクリーシャ（年代不明、2世紀？）を開祖とする。彼はシヴァ神の28番目の化身で、パシューパタ派の根本聖典『パーシュパタ・スートラ』を著したと伝承される。解脱に至る道の系統としては超道（Atimārga、アティマールガ）に分類される。パシューパタ派の文献はわずかにしか現存しておらず、根本聖典『パーシュパタ・スートラ』が残されているが、聖典の記述や4世紀のカウンディニヤの注釈書の内容からは、この派の哲学説の内容は詳しくはわからない。シャンカラ派（ヴェーダーンタ学派の不二一元論派）のマーダヴァ（14世紀）による『全哲学綱要』等から思想の大筋を伺い知れる。パーシュパタ派の思想は、人間と神を巡る二元論もしくは三元論的な体系で、原因（パティ、主たるシヴァ神）、結果（パシュ、家畜たる個々人の魂（個我））、ヨーガ（シヴァ神と個我との合一）、教令（儀軌、合一のための修行法）、苦の終息という5つの原理が立てられ、人間はパーシャ（索）、世界（物質）によって繋がれ束縛されているため、最高神に帰依し、束縛から解放され、最高神と合一することが目指された。
パシューパタ派では、身体に屍を焼いた灰を塗り、人間の頭蓋骨を食器にし、公衆の面前で奇声を発したり歌ったり踊ったりするなど、故意に世間の人々が嫌がる奇行をして見せて、軽蔑や嘲笑を買い、その中で修行に励んだ。これはシヴァ神の怪異なイメージを反映したものでもあり、常軌を逸した行為により蔑まれること自体を一種の苦行と考え、そこに法悦や聖なる境地を見出している。インド哲学研究者の宮元啓一は、「この派の修行法は，わざと世間の人びとがいやがる奇行を行うところに特徴がある。誤解されることによって，誤解した人の功徳をわが身に移行して蓄積しようというわけである。」と解説している。パシューパタ派の在り方はギリシアのキュニコス派と比較されることもある。
7世紀ごろにインド全域で人気が高まったと思われるが、北インドでは11世紀初めから人気が急激に衰え、宗派としては14世紀頃に消滅したと考えられる。北インドでの勢いの衰えと前後して、南インド、特にカルナータカ地方に進出したと見られ、当地のシヴァ派のカーラームカ派の隆盛（11-13世紀）への影響も考えられる。現在はタミルナードゥを中心とする南インドでのみ信仰されている。

### カーパーリカ派
カーパーリカ派は、人間の髑髏を連ねて頭や首の飾りにするといった、独特の修行法を実践した。シヴァ神の別名に「カパーリン」というものがあり、「カーパーリカ」は「頭蓋骨を持つ人々」もしくは「頭蓋骨を頸から下げている人々」という意味である。仏典では「髑髏外道」と呼ばれ、玄奘（7世紀）による言及もある。解脱に至る道の系統としては超道に分類され、パシューパタ派から派生したラークラ派から生じた。現在知られている最古のシヴァ派のひとつである。
6・7世紀以降のサンスクリット文献などの世俗文献でもしばしば取り上げられており、「墓場に棲み、酒を呑み、火に人肉を供え髑髏の鉢を用いて飲み食いするなど、シヴァ神を慰撫するための人身御供を偲ばせる」情景や「女性を用いた性的な儀礼」を暗示する記述もみられる。聖典は現存せず、その哲学の詳細は分からない。山下博司は、世俗文学の描写等を見る限り、「一つの体系的思想を奉じる宗派というより、社会通念に反する極端かつ独特な修行によって超自然的な力（スィッディ、神通力）を獲得し、それにより人間存在を超克することを目的とした集団という性格が強かったものと思われる。」と述べている。

### 聖典シヴァ派
聖典シヴァ派（シャイヴァ・シッダーンタ、Śaivasiddhānta）は思想としては二元論であり、解脱に至る道の系統としてはマントラ道（Mantramārga）に分類される。聖典シヴァ派はマントラ道の各派生の根本に位置し、その教義はマントラ道のシヴァ教諸派の手本となっている。
シヴァ神（主、パティ）・個我（家畜、パシュ）・マーヤー（物質）（索縄、パーシャ）を実在とする。パーシュパタ派のように個人の解脱のみを目指すのではなく、シヴァ神の恩恵により多くの人々の救済を目指した。
人間の個我は、自らの知や力等は有限であり、肉体が自己であると誤認しており、この状態が家畜と呼ばれる。人間の個我は本来汚れなく清浄であるが、無知と業と迷妄（マーヤー）によって輪廻の世界に縛り付けられており、シヴァ神の恩恵によって神通力（シッディ）を得、解脱を得て、個我はシヴァ神と成ると考える。これはシヴァ神の境地に到達することであり、シヴァ神との「完全な類似」であり、不離な状態の実現であり、個我のシヴァ神との一体化や同一性の回復を意味するわけではない。同派の教義の体系化には、ヴィシュヌ派のシュリー・ヴァイシュナヴァ派の影響が大きいと思われる。
解脱を妨げる個我の汚れを物質的なものであるとみなし、そのため解脱には物質的操作を含む儀礼が必要とされる。救いは、チャリヤー（寺院での礼拝といった神への外面的・儀礼的な崇拝行為）、クリヤー（神への心理的接近と奉仕）、ヨーガ（神への精神的・内面的崇拝）、ジュニャーナ（解脱知の獲得）という4段階の実践を得て実現できると考えられる。
物質世界の開展については、シヴァ神は陶工、ろくろなどの道具はシャクティ（機会因）、世界創造の原物質・根本的質量因であるマーヤーは粘土であり、世界はシヴァ神によって作られた壺に喩えられる。シャクティは純粋精神であるシヴァ神と物質とを媒介する原理であり、シヴァと同一性の関係にあるが、その力であり、シヴァという霊魂の肉体であると説かれる。
アーガマ文献を聖典として基盤とし、特に南インドのタミル地方で栄えた。聖典シヴァ派の伝統の様々なアーガマは二元論的であり、主に公共の寺院でのシヴァ神（通常はリンガの形のサダーシヴァ（永遠のシヴァ神））礼拝の儀礼について述べており、他の神や女神たちの形態の礼拝の規定にも関連している。
聖典シヴァ派が聖典としたのアーガマは28部の根本アーガマのリストのみが知られ、その大部分は散逸したと思われていたが、聖典シヴァ派が広まり根付いた南インドでは多くの文献が現存している。根本アーガマ以外に、詩聖たちのタミル語の宗教詩、哲学者による綱要書、聖者列伝なども聖典群に含まれる。ナンビ・アーンダール・ナンビ（9世紀または11世紀頃？）が同派の聖典を『ティルムライ』としてまとめており、ティルムーラルの『ティルマンディラム』（7-8世紀のシヴァ神への賛歌を集成した地方語（タミル語）による最古のバクティ文学）や、アッパル（7世紀）・サンバンダル（7世紀）・スンダラル（8もしくは9世紀）の三詩聖による『デーヴァ―ラム』、マーニッカヴァーサガルの『ティルヴァ―サガム』等も含まれる。三詩聖を含む63人の聖者は初期のシヴァ信仰を代表する熱烈な信者として知られ、自己犠牲と奇跡に満ちた数奇な伝説が伝えられ、ナーヤンマールまたはナーヤナールと呼ばれ崇敬されている。
チョーラ朝の王たちは同派の師達を強く後援しており、同派には王権の強化等を保証する多くの呪術的儀礼が存在した。
聖典シヴァ派の僧院のほとんどは非ブラフマンによって指導されていたと考えられるが、聖典シヴァ派やカシミール・シヴァ派の宗教組織について詳しいことはほとんど解明されておらず、研究は碑文学の分野を除きほとんど進んでいない（2005年時点）。

### カシミール・シヴァ派
カシミール・シヴァ派は、思想としては不二一元論であり、解脱に至る道の系統としてはマントラ道（Mantramārga）に分類される。特にカシミール地方を中心に栄えた。9世紀には成立していたと考えられるが、これより数世紀遡る可能性もある。教義の成立には仏教の影響も指摘されている。宗教的な形態や共同体の在り方がどうであったかは、詳しいことはほとんどわからない。
個我を含むこの世界の全てはシヴァ神であるため、自らがシヴァ神であるという知によって解脱が生じ、この知が自然に生じるには非常に強いシヴァ神の恩恵が必要と考える。解脱を妨げる個我の汚れは物質ではなく無知にすぎないとされる。シヴァ神・シャクティ・アヌ、またはパティ（主）・パシュ（畜）・パーシャ（索）の三概念を用いて哲学説を説明することから、トリカ（三原理説）とも呼ばれ、彼ら自身トリカと称している。一者から多様な世界が展開することを「スパンダ（振動）」と呼び、これは同派の哲学説の呼び名でもある。
9世紀にバスグプタが『シヴァ・スートラ』を著し、ここから不二一元論の傾向が強まっていき、彼の弟子バッタ・カッラタとソーマーナンダによって神学的な基礎が形成された。最も有名な人物にアビナヴァグプタ（10世紀後半-11世紀前半）がおり、彼は同派の哲学理論を大成し、また美学や詩学の体系化も行った。シャンカラの不二一元論（アドヴァイタ・ヴェーダーンタ）の影響が明確に見られるが、ブラフマンをシヴァ神とする有神論的解釈を行い、現象世界を単なる幻影・迷妄とせず、実存と考えており、不二一元論とはかなり異なる内容となっている。
クラマ派（Krama）、クラ派（Kula, Kaula）、再認識派（プラティアビジュニャー、Pratyabhijñā）という３つの流派・系統がある。再認識とは、自己の本質がシヴァ神と同一であることの再認識であり、これはカシミール・シヴァ派の哲学説の通称でもある。再認識派において、認識主体の本質であるアートマンとは主宰神シヴァであり、現象世界の個我と意識・感覚をもたない非精神的な物（jada）を、シヴァ神＝アートマンが対象として照らし出すことで、「私」という認識主体と「これ」という認識対象からなる現象世界が成立すると考える。こうした知覚に関する議論では、範疇論的実在論に立つ説一切有部、厳密な刹那滅論者である経量部、両者を外界対象実在説に立つとして批判する唯識論者という仏教諸派の三つ巴の論争を踏まえ、唯識論に近い立場を採っており、主宰神が究極的認識主体であり、知覚という日常経験に関与していると説く。再認識派は大乗仏教の唯識論に一定の理解を示し、自派の理論がそれをさらに推し進めたところに成立すると考えた。
聖典シヴァ派と同じくアーガマ文献の権威を認め、両派の儀礼は外見的には似通っている。高島淳の最近の研究によると、聖典シヴァ派とカシミール・シヴァ派は神話的に共通の始祖伝承を持ち、最初期の僧院においても重なりが見られ、初期においては未分化であったという。高島は、この両派が未分化であったシヴァ派をアーガマ的シヴァ派と呼んでいる。
聖典シヴァ派の文献がシヴァ崇拝の儀式について述べているのに対し、カシミール・シヴァ派の文献はシヴァ・シャクティという考えを持ち、それはより獰猛な形態である。カシミール・シヴァ派は清教徒的な聖典シヴァ派と異なり、寺院でのシヴァ崇拝の儀礼には参加しなかったが、その代わりに超道の背景を利用し、火葬場での飲酒や肉食などの反道徳的行為を含む儀式を行っていた。しかし、聖典シヴァ派とカシミール・シヴァ派は、包括的な儀式のシステム、神通力の追求、ヴェーダではなくアーガマへの信仰を共有しており、両者を別のシステムとして明確に区別することは難しい。カシミール・シヴァ派は南インドのシヴァ派に影響を与え、後のシャークタ派（シャクティ派、性力派）的タントリズムに教理面・実践面共に最も大きな影響を与えた。
11世紀にイスラーム勢力がカシミール地方に進出すると、次第に衰退していき、18世紀頃に終焉した。

### シャークタ派

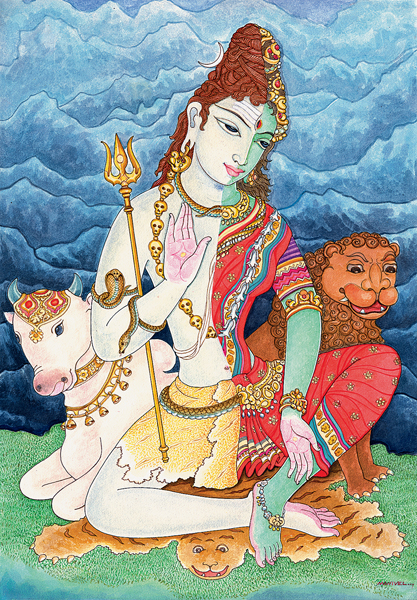
創造神アルダナーリーシュヴァラ。右半身がシヴァ神、左半身が配偶神

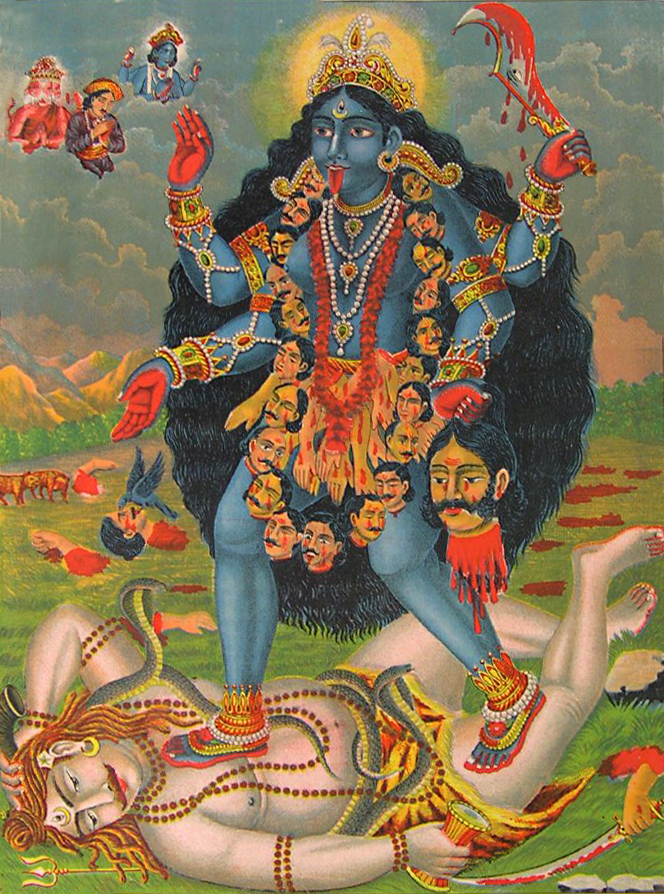
シヴァ神を踏みしだくカーリー女神

南アジア全体にヒンドゥー教女神を信仰する活気ある伝統があり、地域的な伝統の女神が無数に崇拝されているが、この女神たちは単一の大女神（マハーデーヴィー）の諸相またはその顕現であると一般的に考えられている。大女神の信徒たちは、一般的にシャクティの崇拝者を意味するシャークタ派と呼ばれている。この女神信仰は先史時代まで遡る可能性がある。
シャクティは、宇宙の女性的な「力」「エネルギー」を示す大女神の名称であるが、シャークタ派だけが大女神を崇拝しているわけではなく、ほとんどのヒンドゥー教徒は何らかの形で、特に村落の神として大女神を崇拝している。シヴァ派とヴィシュヌ派の伝統は、ヒンドゥー教の中心を占めるバクティ（帰依信仰）の焦点であるが、両派とも大女神を男性神格の配偶神でありエネルギー（シャクティ）として取り入れている。
シヴァ派はそのタントリズム的な核心部分に、神格と実習法の女性化されたイメージを多く含んでいる。インドの宗教儀礼の研究者の永ノ尾信悟は、シヴァ神と共に配偶女神を力（シャクティ）として崇敬するシャイヴァ・シャークタ派があり、これはヒンドゥー教タントリズムの中の大きな流れのひとつであると述べている。

### ヴィーラ・シヴァ派（リンガーヤット派）
ヴィーラ・シヴァ派（Vīra-śaiva、英雄的シヴァ派の意。リンガーヤット派（Liṅgāyata、とも）は、アーガマ的シヴァ派から分岐したと考えられる。バサヴァ（1106年‐1167年）により、12世紀の南インド、特にカルナータカ地方に広まった。バサヴァは後期チャールキヤ朝の宰相であったと言われ、同派の創始者とされるが、彼以前からあった宗教運動を引き継いだ改革者と見られることもある。同派には、南インドに広まっていたシヴァ派のカーラームカ派からの影響があると考える者もいるが、成立の経緯ははっきり分からない。カルナータカ地方に根強く残っていたジャイナ教からの強い影響があると見る者もおり、反ヴェーダ・反カースト的な姿勢、厳格な菜食主義など共通する要素も多く、ジャイナ教からの改宗者が多くを占めていた可能性もある。シヴァ派のアーガマのほかに、タミル・シヴァ派のバクティ詩人たちナーヤンマールの賛歌にも権威を認め、宗教的インスピレーションを得てきた。同派の思想は、シヴァ神への深い信仰を比較的自由な詩形で表現したカンナダ語の宗教詩「ヴァチャナ」で力強く表現されており、バサヴァやアッラマ・プラブ、マハーデーヴィヤッカといった12‐13世紀の詩人たちのヴァチャナは今でも愛読されている。

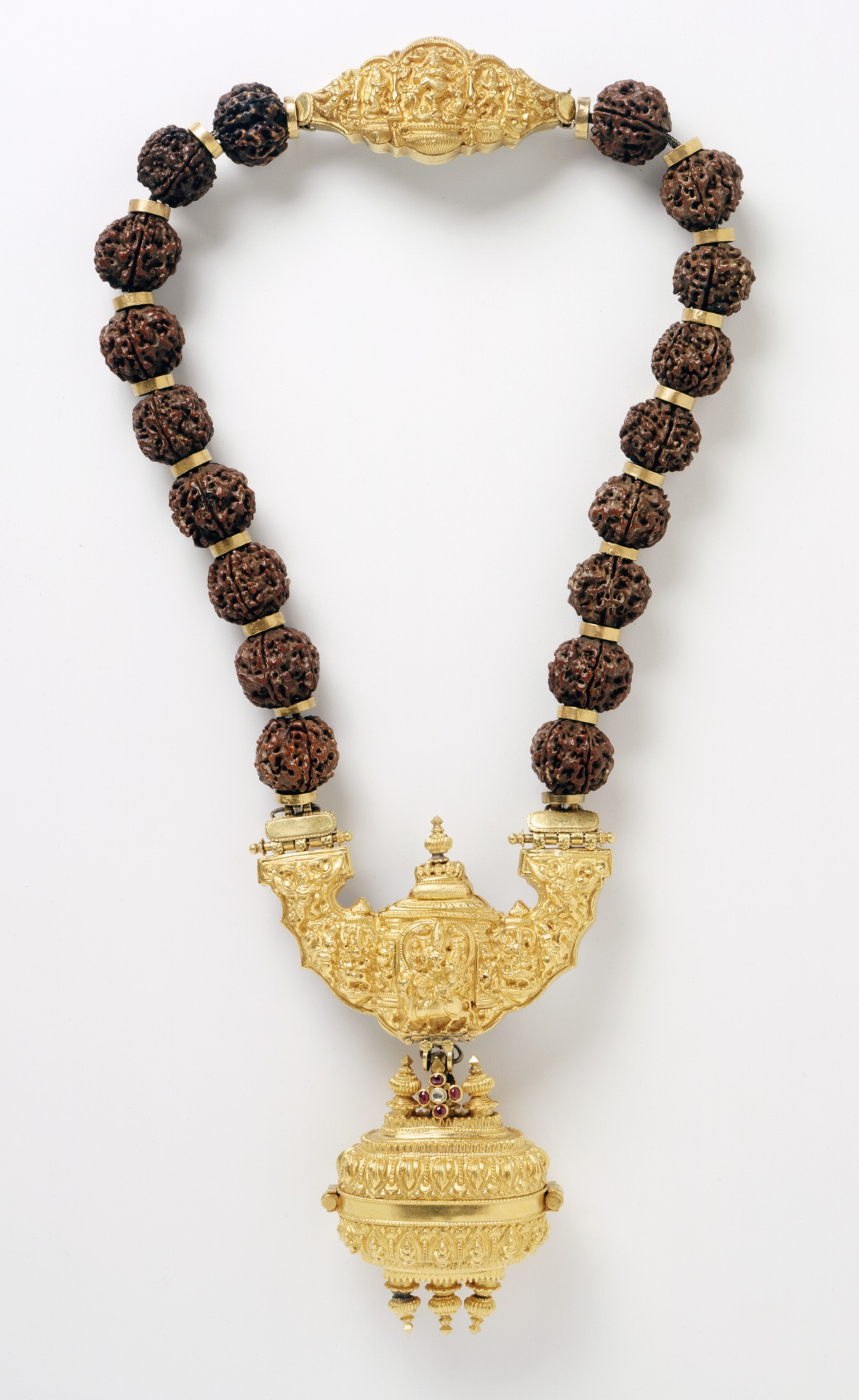
ヴィーラ・シヴァ派の信徒が身につけたシヴァ・リンガが入ったペンダント付きのネックレス

哲学説はシュリ―パティ（14世紀頃）によって体系化され、「シャクティ（力）によって限定を被ったブラフマンの不二一元」を意味する「シャクティ・ヴィシシュタ・アドヴァイタ（性力限定不二一元論）」と呼ばれる。解脱を得るために、グル（導師）、ジャンガマ（解脱した個我、巡歴層）リンガ（シヴァ神）の3つに帰依し、師への服従、リンガの崇拝、聖灰の塗布などの8つの規定を守り、敬虔な生活を送る。信徒は禁酒を徹底しており、菜食主義者の比率も非常に高い。
ヴィーラ・シヴァ派の信徒は、シヴァ神の象徴である小型のシヴァ・リンガを小箱に入れ常に頸にかけていることから、「リンガの徒」を意味するリンガーヤット（リンガーヤタ）とも呼ばれる。彼らは社会・宗教改革を目指し、バラモンの伝統を否定した。カーストを認めず、男女平等を主張し、寡婦の再婚を認め、偶像崇拝や巡礼などの儀礼を否定した。このようにバクティの教えを社会生活においても純粋に推し進めたが、敬虔な有神論者でシヴァ神の信徒であったことから、ヒンドゥー教社会の枠内に留まった。先進的・改革的な面がある一方、家庭の祭事や浄法は守っており、かなり保守的な面もある。「歩くリンガ」と呼ばれるジャンガマが聖職者として世襲化すると、同派は保守化していった。
シヴァ派の中で、現代では北カルナータカを中心に最も熱心に信仰されている。リンガーヤット派は今日20以上のサブカーストにがあり、カルナータカ州の人口の17パーセントを占め（リンガーヤット派信徒の6割）、同州最大のカーストとなっている

### スィッタル
南インドのタミル地方の修行者たちで、その殆どはシヴァ信徒である。スィッタルとはサンスクリット語の「シッダ（スィッダ）」に由来し、成就者を意味する。
北インドのヒンドゥー教や仏教のシッダの観念と通じる者も多いが、南インドで独自に発展し伝統を築いた。起源についてはよくわかっておらず、13世紀頃にはっきりと確認され、16-17世紀が最盛期であった。現在でも、スィッタルを自称する人や、スィッタルとみなされる人々が存在する。
彼らは既存の宗派とは一線を画し、神秘主義的な立場から熱心に最高神シヴァを信仰し、民謡の韻律、口語的表現、通俗的な語彙を取り入れた、既存の文学の規範にこだわらないスタイルの詩で神を讃え歌った。その詩は性的な事柄もタブー視せず、それまでの詩作の常識から外れるところもあった。スィッタルとその詩は民衆から人気があったが、純粋な信仰を追い求め、尊像の崇拝やカースト的身分秩序を否定したため、ヒンドゥー教正統派からは白い目で見られていた。
スィッタルの中には、過去や未来を知り、宙を飛び、死者を蘇らせる等の様々な奇跡を起こす力を持つ者もいたとされる。スィッタルという名が示すように、超自然的な力、神通力（シッディ）に対する信仰と結びついており、人間の潜在能力を重視し、超人の可能性を追求し、ヨーガによる肉体の鍛錬と不死の実現を目指し、そのため無神論者とみなされることもあった。特殊な薬草や様々な油を用いた医学・医療を発達させたと言われ、現在「スィッタル医学」と呼ばれる伝統医学が伝承されているが、これがスィッタルたちの貢献によるものだという確証はない。彼らは化学的知識にも通じており、金属を金に変えるなど錬金術も得意であったとされる。
平等主義的な傾向があり、そのため専制支配への抵抗運動で主導的役割を果たすこともあったとも言われるが、詳しいことは不明である。ティルチラーパッリの大臣だった18世紀のターユマーナヴァル（1705年 - 1742年）はその職を捨てて宗教間対立や差別に反対する詩を作って暮らしたと言われ、彼の平等思想は19世紀の聖者ラーマリンガル（ヴァッララール、1823年 - 1874年）に受け継がれ、南インドの先住民族ドラヴィダ人の20世紀の反カースト運動・人権運動のドラヴィダ運動にも間接的に影響を与えた。

### ラセーシュヴァラ派
インドでは科学を古来「ラサ―ヤナ（ラサの道）」と呼ぶ。ラサとは薬草などの液汁のことだが、後に広義には水銀なども指すようになった。ラサについての知識が一種の錬金術に発展し、鉱物などの無機物や薬物に関する知見が徐々に体系化されていったと思われる。これは魔術的な医療と結びつくこともあったが、ヒンドゥー教、特にシヴァ派の宗教的実践に取り入れられ、水銀を用いてシヴァ神との合一を目指すラセーシュヴァラ派（Raseśvara、水銀派）が生じた。14世紀のマーダヴァの『全哲学綱要』で紹介・解説されている。
金は「不死」を象徴するが固体で服用ができず、水銀は安定した液体で服用が可能である。水銀はシヴァ神の種子（精液）とも、その妃との結合から生じた不老不死の霊薬ともされ、治癒、蘇生、若返り、回春、長寿などの不可思議力があると考えられていたことから、これを服用してヨーガ行を修し、身体を水銀のように不変で堅固な、神的なものとすることで、生前解脱できるとする。ヨーギンやスィッダの実践とも近いものがある。

### ナート派
ナート派（Natha, Nath。ナータ派とも）は、伝説的な開祖マッツェーンドラナート（マツイェーンドラナータ）と弟子ゴーラクナート（ゴーラクシャナータ）に始まると言われる。
ナート派は8世紀以降に勃興し、この時期インドの宗教全体がタントリズム（密教）的色彩を帯びていった。秘教的なタントリズムは、ウパニシャッドが説く宇宙の原理と人間存在の本質の同一性の観念をさらに推し進め、大宇宙と小宇宙である人間の相同性を強調した。ナート派は大宇宙と小宇宙の照応の考えに基づき、生きたまま神と一体化することを目指し、死を克服するためにタントリズムやシャークタ派の実践を融合させている。
タントリズムの要点は、純粋に精神的な最高実在に力（シャクティ）を認め、この力が現象世界を構成するということであり、それまでの無活動の純粋精神の観念とは逆の立場の思想である。タントリズムは極めて現世肯定的であり、堕落の危険性と隣り合わせという面もあったが、民衆に絶大な宗教的安心感を与え、7-8世紀のインドを席巻した。マッツェーンドラナートの時代、仏教もヒンドゥー教もタントラと呼ばれる経典を持ち、思想の外見と儀礼の構成は非常に似通っていた。ナート派は、半仏教徒的、半シヴァ派的で、不可分に混ざり合った形態である。
マッツェーンドラナートはネパールとチベットの伝承では仏教徒とされており、ナート派は左道的なインド密教（仏教タントリズム）サハジャ乗と密接な関係を持ち、密教サハジャ乗のうちナート（シヴァ神）を崇拝する一派ともいえる。タントラ・ヨーガの行法は、仏教のシッダ（Siddha）達からナート派のヨーガ行者たちに継承され、その間にかなり変容した。
ナート派はタントリズムの観念をヨーガの修練によって実現しようとした一派であり、古典ヨーガと異なり、現世における解脱のために肉体の鍛錬を非常に重視した。シヴァ神はヨーガ行者の典型とみなされており、ナート派のヨーガ行者にとっては、シヴァ神は系譜の上で初代のグルである。シヴァ神を最高神とし、ヨーガ行法によってシヴァ神との一体化を目指すという教理もみられる。
マッツェーンドラナート、ゴーラクナートの宇宙生成論では、純粋精神「至高のシヴァ神」に創造の意欲という「シャクティ」が生じ、その結果シヴァ神は属性を持つとされ、①シヴァ神の属性が②シャクティであり、この二大原理から世界が開展する。ナート派は、個我を形成する低次のレベルのシャクティは会陰部に休眠すると考え、クンダリニー（とぐろを巻いた蛇の姿）と呼び、この個我のシャクティであるクンダリニーをハタ・ヨーガで覚醒させ、頭頂に座す「至高のシヴァ神」と会合させ、二元の同一性であり、不死に至る非限定的な「自然生得」である究極の境地・神秘的な状態「サハジャ」（sahaja、倶生）に至ることが目指されている。それは経験可能な世界の本質であり、ヨーガ行者が最終的に会得し永続する状態である無限の歓喜、至高の歓喜であると考えられた。二元が融合し、ヨーガ行者が「サハジャ・サマーディ」（sahaja－samadhi、自然三昧）において超越的な一者に到達したときに、「サハジャ」の境地が覚知される。ナート派ヨーガ行者にとって「空（くう、Śūnyatā）」は「サハジャ」と同義であり、「空」には至高の真実在という意味と、個我がその真実在と合一できる「場」という意味がある。

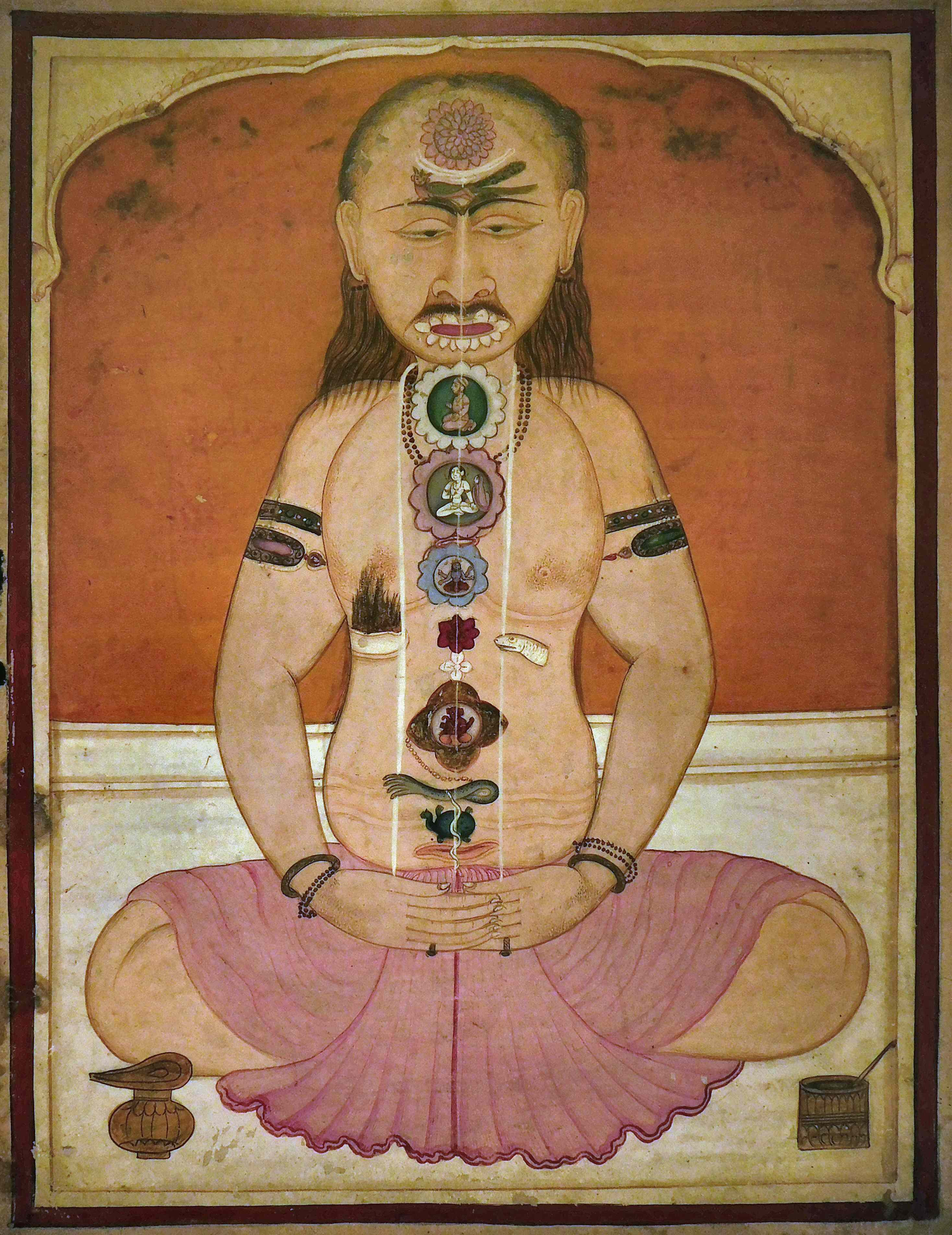
チャクラとナディー

ハタ・ヨーガでは、身体にはプラーナ（生気）が流れる目に見えない7万2千本の管ナディーがあるとされる。会陰から頭頂まで脊椎の中央を貫くスシュムナー管があり、それに沿って2つの菅が螺旋状に走っており、これらが詰まっていると三昧の境地に入れず解脱に達せないので、84種類のアーサナ（体位法）、身体の浄化法、調気法（保息（クンバカ）等）、10種類のムドラー（印相法。体位法と調気法を組み合わせ、さらに筋肉を引き締める等複雑な行法）で汚れを清掃し、スシュムナー管をプラーナによって開通したところをクンダリニーが上昇し、6つのチャクラを次々覚醒させていく。チャクラは様々なシンボリズムを含んでおり、ヨーガ行者はそれらを順次観想し、心を清浄にし、最後に頭頂のサハスラーラに達すると、光に包まれ解脱に達するとされる。こうしたハタ・ヨーガの標準形は、宗派を超えて解脱の方法として用いられた
ゴーラクナートは中世インドで絶大な影響力を持った聖者・指導者であり、肉体的・生理的側面を強調するヨーガ行法ハタ・ヨーガの創始者とされ、7-15頃の人物、11世紀頃、または11‐12世紀頃という説が有力と考えられている。番場裕之は、彼はシヴァ派の不二一元論の指導者であると述べている。マッツェーンドラナートとゴーラクナートは改革者として登場し、ゴーラクナートのものとされる語録によれば、彼は外面的な実修法を廃止し、ジャーティ（カースト）差別・奇妙な神格の崇拝を排除し、無執着、清浄、厳格な行為を説いた。ナート派は中世インドで、北東や東部インドからほぼインド全域に広まり、北インドで非常に人気があった。
秘密ヨーガを修行する者たちはナート（導師、主）と呼ばる。ハタ・ヨーガは神通力の獲得を重要な目標としており、ナート達は魔術的偉業をなして民衆の崇拝を得ていたことが神話的伝記で伝えられ、治療師や魔術師扱いされることが多かった。彼らは丸い大きな耳飾りと鹿の角でできた笛を持ち、街角でよく見かけられたという。
サハジャ乗仏教徒シッダとナート派のヨーガ行者たちは中世インドのタントリズムの一部であり、彼らはバラモンの聖語であるサンスクリット語を嫌悪し、自分たちの教えを民衆語（西部アパブランシャ語の一形態か古ベンガル語）で説いていた。ナート派は、肉体こそが解脱を現証すべき聖地であり、肉体の鍛錬が唯一の儀礼であるとし、正統派的なヒンドゥー教で行われる神像の礼拝儀礼や聖地巡礼を形骸化した形式主義であると批判した。ヒンドゥー教の階層社会を特に軽視しており、多くの不可触民と低ヴァルナ民が同派に属していた。ナート派は宗教的真実の無属性という考えを支持していたが、形象崇拝を説く有属性の宗教宗派や、バラモンたちの食事の規定への強い異議という面があった。
また、この派はある時期から、宗教的に、特にヨーガの成就に出家が必要であるという前提を受け入れなくなり、これは派として特異な特徴となっている。彼らは結婚し、多くの職工を含む在家信者と同様に家長となった。
13世紀以降、北インドを外来のイスラーム勢力が支配しており、スーフィズム（イスラーム神秘主義）が無属性の唯一の真実在を説くナート派と教理的に似通っていたため、相互に活発に影響し合って民衆に浸透し、人々がイスラームに改宗する一因になっていた。ナート派にはイスラームの影響も混在している。
無属性の唯一の真実在を崇敬した在俗の宗教家サント（聖賢詩人）はナート派の思想の流れを汲んでおり、ナート派はサントの祖であるカビール（1298年 - 1448年頃）のバクティ文学に影響を与えた。カビールの言葉は口承されたが、サントが宗派として形成されると書き写して伝えられるようになり、シク教の聖典『アーディ・グラント（グル・グラント・サーヒブ）』（1604年）にも数多く収録されている。シク教の開祖ナーナク（1469年 - 1539年）は、人間が本来持つ真実在への強い信念を持ち、形骸化した宗教思想、宗教による人間差別を批判したが、その思想はカビールと非常に似ており、ナート派の影響が認められる。
ナート派を信仰する人びとはジョーギーと呼ばれ、現代では一つのカーストとみなされているが、その伝統的職業はシヴァ派の寺院の司祭から籠作り職人、物乞いまで様々で、社会的地位もかなり幅がある。

## 解脱に至る道の系統
インド哲学研究者の片岡哲は、シヴァ派諸派の発生について、「相手のシステムを取り入れながら、その上に新たな要素を付加することで、相手の上を行き、より多くの信者を惹き付けようとする。シヴァ派の諸伝統は、儀礼・図像・マントラ・誓戒の「最新テクノロジー」の各派での競争の結果、生まれてきたものと見なせる。」と述べている。

### 超道
超道（Atimārga、アティマールガ）は、社会の外に身を置き、解脱（モクーシャ）のみに関心を持つ苦行者たちによるものである。その主な実践は、瞑想への専心と肉体的な苦行（タパス）に焦点を当てていた。超道を構成する一派は、現在知られているシヴァ派の中で最も古く、パーシュパタ派、ラークラ派（Lākula）、カーパーリカ派である。超道はイニシエーションであるディークシャーと呼ばれる聖別式を前提とする。
ヴェーダ的伝統の中で、苦行者たちは苦行を行ってタパス（苦行の力）を蓄積することで神通力を獲得しようとしてきたが、タパスは消費されると行者はその力を失ってしまうというように、輪廻の内での力であった。こうした苦行の伝統を引き継ぎながら、それを乗り越えようとした最初のムーブメントがパーシュパタ派に代表される超道だと考えられる。現世的秩序を「越えた（ati）」道によって、浄不浄の対立を超克する「軽蔑の探求」のような技法によって、人格的絶対神と等しい力を得ようとすることが試みられた。
初期のシヴァ派の教えが主に対象としていたのは、世間を離れ、師につき修行を行うことのできる男性のみであった。超道のグループの文献はほとんど残されていない。超道の実践について知られていることの多くは、マントラ道に引き継がれたものから来ている。

### マントラ道
マントラ道（Mantramārga、マントラマールガ）はタントラ的シヴァ派（Tāntrik Śaivism）と同義であり、アーガマと呼ばれる聖典に基づくシヴァ派であり、主に聖典シヴァ派（シャイヴァ・シッダーンタ）とカシミール・シヴァ派がある。マントラ道はディークシャーと呼ばれる聖別式を前提とする。
いくつかの儀式、図像、マントラが超道と共通しているが、世間を離れた修行者だけでなく（四住期における）家長（grhasta）にも開かれている点、4つのカースト（ヴァルナ）と女性にも開かれている点が、超道と大きく異なる。また、この道は解脱に焦点を当てているものの、神通力（siddhi）と快楽の享受（bhoga）も（むしろ解脱よりそちらを）追求しており、解脱だけでなく現世利益的な目標も掲げる。10-11世紀の一元論的なカシミール・シヴァ派は、そのような神通力と快楽の享受が、二元論的な心の概念を打ち破る方法であることを示そうとした。

### クラ道
クラ道（Kulamārga、クラマールガ）は、マントラ道の一派と同様に、超道、特にカーパーリカ派の伝統に由来すると考えられ、従って反バラモン的・反清教徒的な実践を共有している。そのアーガマはクラ・シャーストラとして知られる。独自の儀礼形式をもつ点がマントラ道と大きく異なり、インド学者のアレクシス・サンダーソンの見解によると、クラ道における独自の儀礼形式は，超道のカーパーリカ派から継承されたものである。
クラ・シャーストラは、バイラヴァ（シヴァ神の忿怒の相）を伴うか否かに関わらず、女神信仰を中心とする。10世紀までには、主にカシミール・シヴァ派のアビナヴァグプタの『タントラローカ』等の作品により、カシミール・シヴァ派（トリカ）の文献と実践はクラ道のものと密接に関連するようになった。またクラ道は、超道に見られるマントラの使用を拡大し、音素、特に母音は、適切な朗誦と行使によって顕れる女神 (シャクティ) の様々な側面を表す。

## アーガマ
インド全土の様々なシヴァ派とシャークタ派の教えを説いた膨大な文献群がシヴァ派アーガマ（シャイヴァ・アーガマ）と呼ばれている。現在確認できる情報では、シヴァ派アーガマの正確な年代を特定することはできないが、最初の文献が6世紀以前に存在していたかは疑わしい）。それ以前にシヴァ派が活発に活動していなかったという意味ではなく、紀元前2世紀頃のパタンジャリによるとされるパーニニの文法学の注釈書マハーバーシャで言及されているため、アーガマが書かれる以前には口伝の伝統があったと推定される。10世紀から11世紀までに、手引書や注釈書などの他のシャーストラも含むシヴァ派の文献の数は飛躍的に増え、北はカシミールやネパールから南はタミルナードゥまで、南アジアの大部分に広がった。
膨大なシヴァ派アーガマの分析方法として、シヴァ派の文献は、シヴァ派の3つの主要な形態である超道、マントラ道、クラ道に分類することができる。
スルタン達とムガル帝国による度重なるインド侵略の後、シヴァ派は北インドから姿を消していった。聖典シヴァ派をはじめとする集団は、多くの文献を携えて南下し、その経典や儀式の多くは南インドに残されている。ネパールはイスラームの侵略を受けなかったため、カシミールに残った数少ないバラモンは、カシミール・シヴァ派の膨大な文献、経典、注釈を保持することができ、19世紀後半、西洋のインド学者がネパールとカシミールで多くの文献を発見した。今日、アーガマやその他のシヴァ派の文献に関する研究は、ネパール・ドイツ写本目録プロジェクト（the Nepalese-German Manuscript Cataloguing Project）やフランス・ポンディシェリ研究所 (French Institute of Pondicherry、IFP) などの研究機関、アレクシス・サンダーソンなどの学者によって進められてる。

## 聖地
シヴァ神信仰の代表的な座として、「十二の光り輝けるリンガ（ドヴァーダシャ・ジョーティルリンガ）」が所在する十二の聖地がある。また、行けば必ず解脱が得られるというヒンドゥー教の七つの聖地「七聖都（サプタプリー）」があり、ハリドワールやカーンチープラムにはシヴァ神とヴィシュヌ神が祀られている。北インドのカシミール地方にあるアマルナート聖窟には自然にできた2メートルほどの氷があり、リンガとして信仰され聖地となっている。中国のチベット自治区にあるカイラース山は山容がリンガに似ており、古くからヒンドゥー教徒に崇敬されシヴァ神の聖山とされ、シヴァ神が妃パールヴァティーと共に苦行に励んでいると考えられている（この山はヒンドゥー教だけでなく、ジャイナ教、仏教、ポン教等の共通の聖地である。）
シヴァ神の配偶神である女神を祀る聖地としては、51もしくは52の「女神の座所（シャークタピータ）」が有名で、熱狂的な信仰を集めている。こうした女神は、先住民が信仰する地母神がシヴァ信仰に取り込まれたものが多いと考えられている。

## 密教との関係
ヒンドゥー教シヴァ派の発展は、密教（タントラ仏教、仏教タントリズム）と並行関係にある。アレクシス・サンダーソンは、シヴァ派の発展段階が、所作（kriy¯a、クリヤー）→行（cary¯a、チャリヤー）→瑜伽（yoga、ヨーガ） →上瑜伽（yogottara）→無上瑜伽 （yog¯anuttara）というインド密教の発展段階と平行関係にあることを指摘している。例えば、聖典シヴァ派のサダーシヴァ信仰は、行タントラの『大日経』や瑜伽タントラ『金剛頂経』の穏健な大日如来 (Mah¯avairocana) 信仰に比せられるという。